# 장안성 전투
장안성 전투(長安城戰鬪)는 192년 한나라 장안성에서 동탁이 죽은 뒤 다시 정권을 되찾으려는 동탁의 잔당 이각, 곽사, 장제, 번조 등이 여포와 벌인 전투로 여포는 전투에서 대패해 원술에게로 가고 왕윤은 장안성에서 이각과 곽사에게 살해당했다.

## 배경
192년 4월, 동탁(董卓)이 사도 왕윤(王允)의 연환계에 빠져 양아들 여포(呂布)에게 죽임을 당한 뒤 왕윤이 정권을 잡고 황제 헌제(獻帝)도 동탁의 꼭두각시의 역할에서 벗어난다. 하지만 왕윤은 사관 채옹(蔡邕)을 동탁의 시신 앞에서 눈물을 흘렸다는 이유로 처형시키는 등, 오만해지고 덕이 없는 행위를 하였다.
한편 동탁의 부하였던 이각(李傕), 곽사(郭汜), 장제(張濟), 번조(樊稠) 등은 동탁의 근거지였던 서량군으로 피신해 있었다. 이들은 왕윤에게 자신들에게 사면령을 내려줄 것을 요구하나 왕윤은 이를 거절하였다.
이에 모사 가후(賈詡)가 꾀를 내어 왕윤이 서량군 사람들을 모두 죽인다는 소문을 퍼뜨리자 서량주 사람들은 모두 들고 일어나 순식간에 10만 명을 넘어섰고 동탁의 사위이자 중랑장 우보(牛輔)도 5000명의 군사를 이끌고 합류한다.
결국 이각군은 장안성으로 진격하고 왕윤은 여포를 내보낸다. 여포는 부하 이숙을 선봉으로 내세웠으나 방심하여 우보의 기습을 받고 신풍에서는 서영(徐榮)이 패배해 전사한다. 패배했다는 이유로 여포(呂布)는 이숙(李肅)을 처형하였다. 또한 동탁이 죽은 뒤 왕윤 밑에서 일하던 동탁의 부하들인 호진(胡軫)과 양정(楊定)이 이각과 곽사군에 투항하기도 하였다.
한편, 우보는 진중 소란으로 도주하다가 심복 호적아(胡赤兒)에게 살해당하고 호적아는 여포에게 우보의 수급을 바쳤으나, 여포는 호적아도 처형하고 여포는 장안성 10km 전방 평원에서 이각군과 대치한다.

## 중남산 전투
대치한 이각은 여포에게 패해 중남산으로 후퇴하고 여포는 이각을 쫓아 중남산으로 장료와 함께 들어간다. 중남산에는 화산 방면과 중남산 정상 방면으로 두 갈래 길이 있었는데 이각은 정상 방면으로 후퇴하고 중턱에서 미리 만들어 놓은 진지에서 바위를 굴리면서 여포군은 더 이상 나아가지 못한다.
이 틈을 타 화산 방면에 매복을 하고 있던 곽사가 기습 공격을 하고 여포는 곽사를 상대하기 위해 산을 내려가지만 곽사도 이각과 마찬가지로 바위를 굴려 여포군을 주춤한다.
그리고 이각군이 다시 공격을 해 여포군은 혼란에 빠지고 여포가 이각군을 치러 가자 곽사군이 다시 공격을 하지만 여포의 부하 장료에 밀려 더 이상 공격을 하지 않는다.

## 장안성 함락
한편 가후와 이각, 곽사가 중남산에서 여포를 잡고 있을 때 장제와 번조가 동탁의 잔당 이몽, 왕방과 내통해 여포의 부하 고순이 지키고 있던 장안성을 급습한다.
장제와 번조는 장안성을 지키던 장수였으므로 장안성의 약점을 알고 그곳을 이용해 들어간다. 장제는 이각의 부하 서황과 함께 장안성을 급습하고 고순이 이끌던 정예부대와 함진영도 밀리고 만다.
결국 여포는 장안성이 습격 받자 장안성으로 급히 돌아가려 하지만 이 틈을 노려 다시 이각과 곽사가 여포를 공격해 여포는 장안성의 왕윤에게 피신을 하라고 알리지만 왕윤은 거절하고 결국 여포는 장료와 고순 등의 몇몇 수하들만 이끌고 남양 태수 원술에게로 피신한다.
결국 왕윤은  물론 태상경 충불, 태복 노규, 대홍려 주환, 성문교위 최열, 월기교위 왕기 등의 산하들이 이각과 곽사에게 살해당하고
192년 6월에 장안성은 함락된다. 이때부터 황제는 이각과 곽사의 통제하에 놓이게 된다.
이후 194년에는 서량 태수 마등과 병주 자사 한수, 시중 마우, 간의대부 충소, 익주 자사 유언의 아들 좌충장랑 유범, 황도에 있는 유언의 또 다른 아들 유탄 등이 군사 10만 명을 일으켜 장안으로 쳐들어온다. 이들은 이각과 곽사의 부하들인 이몽, 왕방과 그들의 군사 1만 5000명을 격파하기도 했지만, 이각과 곽사가 가후의 계책을 따라 지구전으로 나감에 따라, 마등과 한수의 군대는 군량미 부족으로 패하고 만다.